# Jurkovac
Jurkovac je naselje u Republici Hrvatskoj u Požeško-slavonskoj županiji, u sastavu općine Čaglin.

## Zemljopis
Jurkovac je smješten na obroncima Krndije,  oko 4 km sjeverno od Čaglina, susjedna sela su Duboka, Jasik i Nova Ljeskovica.

## Stanovništvo
Prema popisu stanovništva iz 2011. godine Jurkovac je imao 21 stanovnika, dok je prema popis stanovništva iz 1991. godine imao 60 stanovnika.
| broj stanovnika | 103   | 124   | 83    | 107   | 118   | 151   | 144   | 186   | 138   | 137   | 114   | 88    | 67    | 60    | 33    | 21    | 10    |
|                 | 1857. | 1869. | 1880. | 1890. | 1900. | 1910. | 1921. | 1931. | 1948. | 1953. | 1961. | 1971. | 1981. | 1991. | 2001. | 2011. | 2021. |